# 1550
1550 (MDL) fue un año común comenzado en miércoles del calendario juliano.
Es el año 1550 de la era común y del anno Domini, el año 550 del segundo milenio, el año 50 del siglo XVI y el primer año de la década de 1550. 

## Acontecimientos
- 6 de enero: Colombia  - Fundación de la ciudad de Valledupar.
- 7 de febrero: en Roma, el cardenal Ciocchi es elegido papa con el nombre de Julio III.
- 12 de marzo:Virreinato de Nueva España - Fundación de Acapulco
- 5 de octubre: Chile - Fundación de la ciudad de Concepción (actual Penco).
- 14 de octubre: Colombia - Fundación de la ciudad de Ibagué.
- 25 de noviembre: Hace su entrada triunfal en la Ciudad de México don Luis de Velasco, segundo virrey de la Nueva España.
- 13 de diciembre: Perú - Fundación de la ciudad de Ferreñafe.
- Invasíon de los territorios Pijao Ambigues por los castellanos dirigidos por Andrés López de Galarza en el Tolima Colombia
- Robo de la fórmula de Niccolò Fontana Tartaglia.
- Última erupción del Volcán Barú en Panamá
- Termina la Conquista de la Nueva Granada (Iniciada en 1492).
- Se funda el Nuevo Reino de Granada.
- Las gobernaciones de Santa Marta y Cartagena de Indias, dejan de depender de la Audiencia de Santo Domingo y la gobernación de Popayán de la del Virreinato de Lima. Se crea la gobernación de Santa Fe de Bogotá que las incluyó.
- Pintados los Arcángeles de Sopó.

## Arte y literatura
- Pieter Brueghel: Paisaje con la caída de Ícaro.
- Giovanni Battista Ramusio publica el primer volumen de su libro.

## Ciencia y tecnología
- Gerolamo Cardano - Estudia una lente convergente, origen del objetivo.

## Nacimientos
- 10 de septiembre: Alonso Pérez de Guzmán (VII duque de Medina Sidonia), aristócrata y militar español (f. 1615)
- 28 de octubre: Estanislao Kostka, santo polaco (f. 1568)
- John Napier - matemático escocés.
- Diego de Torres - sacerdote jesuita misionero en Sudamérica español.

## Fallecimientos
- 22 de febrero: Ainavillú, toqui araucano.
- 7 de marzo: Guillermo IV de Baviera.
- Esmehan Baharnaz Sultan, sobrina de Suleimán el Magnífico y consorte de Şehzade Mehmed.